# Antonio Zolezzi
Antonio L. Zolezzi (Genova, 1874 – Buenos Aires, 21 luglio 1953) è stato un politico e dirigente sportivo argentino, di origine italiana, presidente del Club Atlético River Plate nel 1912 e dal 1925 al 1927.

## Biografia
Zolezzi proveniva dall'Italia, ove lavorava come commerciante; si era imbarcato a Genova sul piroscafo "Duca di Galliera", a bordo del quale giunse in Argentina. Intraprese la carriera politica, ricoprendo l'incarico di concejal (consigliere) nella capitale. Nel 1912 divenne presidente del River per la prima volta, succedendo a José Bernasconi. Venne rimpiazzato nel 1913 da Benito Cassanello. Zolezzi ritornò a ricoprire l'incarico nel 1925, rimanendovi fino al 1927.